# Lamasón
Lamasón es un municipio de Cantabria (España) perteneciente a la comarca de Saja-Nansa, que comunica a esta con la comarca de Liébana. Está situado en la parte occidental de la comunidad autónoma, a 85 km de distancia de Santander, lindando al oeste con Peñarrubia y Cillorigo de Liébana, al este con Rionansa, al sur con Cabezón de Liébana y al norte con Herrerías y Peñamellera Baja, en Asturias. Tiene una superficie de 71,23 kilómetros cuadrados y consta de 258 habitantes censados (INE, 2022) repartidos entre las ocho localidades del municipio.

## Geografía
Lamasón es una zona en la que priman las montañas, los bosques y los valles. Las montañas las encontramos al norte con los Picos de Europa, y se extienden hasta Peña Sagra. En este municipio encontramos principalmente bosques, en especial de hayas, robles y encinas. Destacan áreas forestales como la cabecera del Tanea, en la que se sitúan algunos de los más hermosos bosques de la Reserva del Saja, como el hayedo del arroyo de los Abedules y el abedular de Ajotu, o, en el área septentrional, el robledal de Venta Fresnedo. También encontramos campos, especialmente en la zona de Arria y de Cotero Mosso. Los ríos tienen gran presencia en su geografía, encontrando en este municipio el Deva, el Lamasón o Tanea y el Nansa entre otros.
Dentro de la fauna destacan especies como el zorro, la gineta, la comadreja, el erizo, la marta, la urraca, el gavilán o el petirrojo.

## Demografía
Lamasón cuenta con una población de 248 habitantes (INE 2024).
| Gráfica de evolución demográfica de Lamasón entre 1842 y 2021                                                       |
| |
| Población de derecho según los censos de población del INE Población de hecho según los censos de población del INE |

## Cultura

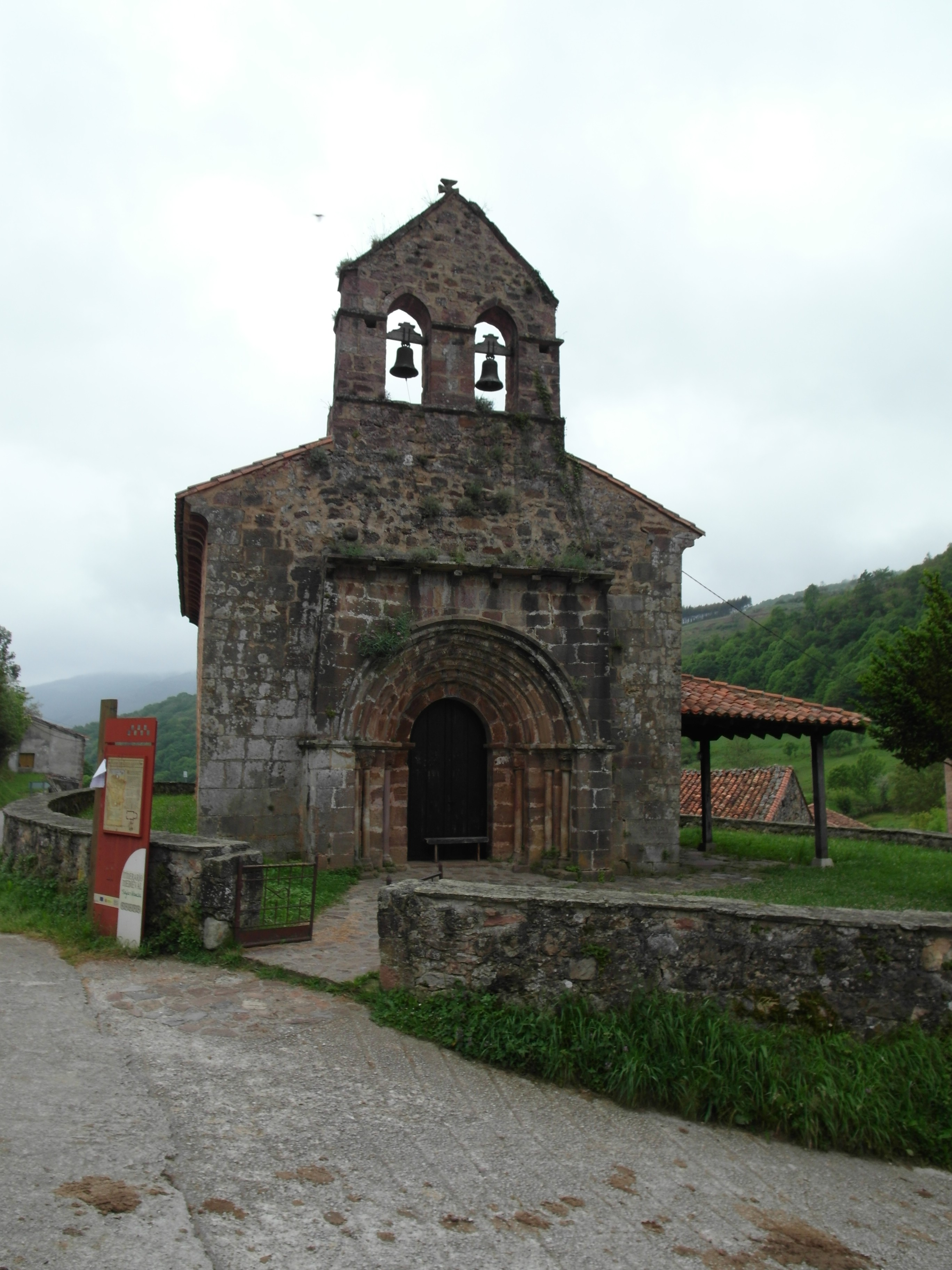
Iglesia de Santa Juliana

Para habitantes de esta zona las actividades económicas principales son la agricultura, la ganadería y la explotación maderera. Respecto a la agricultura, tradicionalmente se han centrado en el cultivo de maíz, alubias y, en menor medida, el lino. Este sistema de cultivo ocasionó abundancia de molinos en todo el municipio, contando con 11 en Lafuente, 5 en Quintanilla, 2 en Sobrelapeña y otros 7 en Río, todos ellos actualmente en desuso. La ganadería se centraba fundamentalmente en el ganado vacuno de raza tudanca hasta la incorporación de otras razas, como la suiza y la frisona. La cría de caballos también tiene su importancia. La explotación maderera tiene su razón en la abundancia de recursos forestales con los que cuenta la zona y se centra en las hayas y los robles. Los habitantes dedicados a esta actividad reciben el nombre de serrones. También tienen importancia actividades como la caza, tanto mayor como menor, y la pesca fluvial.
Dentro del folklore, destaca la canción montañesa, teniendo como instrumento principal la gaita asturiana, lo que se entiende que es debido a la relación de la zona norte con Asturias, así como presencia de los serrones en dicha comunidad.
Destacan como eventos culturales en esta zona las ferias, exposiciones y concursos de ganado de Quintanilla, siendo las fechas más importantes el 13 de mayo, 24 de agosto y 5 de noviembre.

### Patrimonio
Además de una importante riqueza paisajística, el municipio de Lamasón posee un espectacular patrimonio. Dentro de este patrimonio los componentes más significativos son los siguientes:
- Iglesia de Santa Juliana: iglesia románica del siglo XII, situada en Lafuente.
- Iglesia de Sobrelapeña: bien visible dado que se sitúa encima de una loma.
- La pareja de Lamasón: esculturas situadas sobre la tapia de una casa junto a la iglesia de Santa Juliana.
- Casonas de Quintanilla: destacan varias casonas. La más famosa es la de Agüeros y Dosal, también conocida como la casona de El Arco.
- Casa de la Corralada: cuenta con la inscripción Cuantos pasan que no vuelven, puesto que se sitúa en el camino hacia el cementerio. Actualmente se destina a usos ganaderos.

## Administración y política

### Gobierno municipal
Luis Ángel Agüeros Sánchez (del PP) es el actual alcalde del municipio.
| Partido político                         | 2023  | 2023  | 2023       | 2019  | 2019  | 2019       | 2015  | 2015  | 2015       | 2011  | 2011  | 2011       | 2007  | 2007  | 2007       | 2003  | 2003  | 2003       |
| Partido político                         | Votos | %     | Concejales | Votos | %     | Concejales | Votos | %     | Concejales | Votos | %     | Concejales | Votos | %     | Concejales | Votos | %     | Concejales |
| Partido Popular (PP)                     | 111   | 56,06 | 4          | 110   | 50,92 | 4          | 155   | 62,00 | 5          | 138   | 51,49 | 4          | 136   | 48,23 | 3          | 70    | 26,72 | 2          |
| Partido Regionalista de Cantabria (PRC)  | 45    | 22,72 | 2          | 77    | 35,64 | 2          | 63    | 25,20 | 2          | 108   | 40,30 | 3          | 108   | 38,30 | 3          | 147   | 56,11 | 4          |
| Partido Socialista Obrero Español (PSOE) | 41    | 20,70 | 1          | 29    | 13,42 | 1          | 31    | 12,40 | 0          | 21    | 7,84  | 0          | 38    | 13,48 | 1          | 43    | 16,41 | 1          |

### Organización territorial

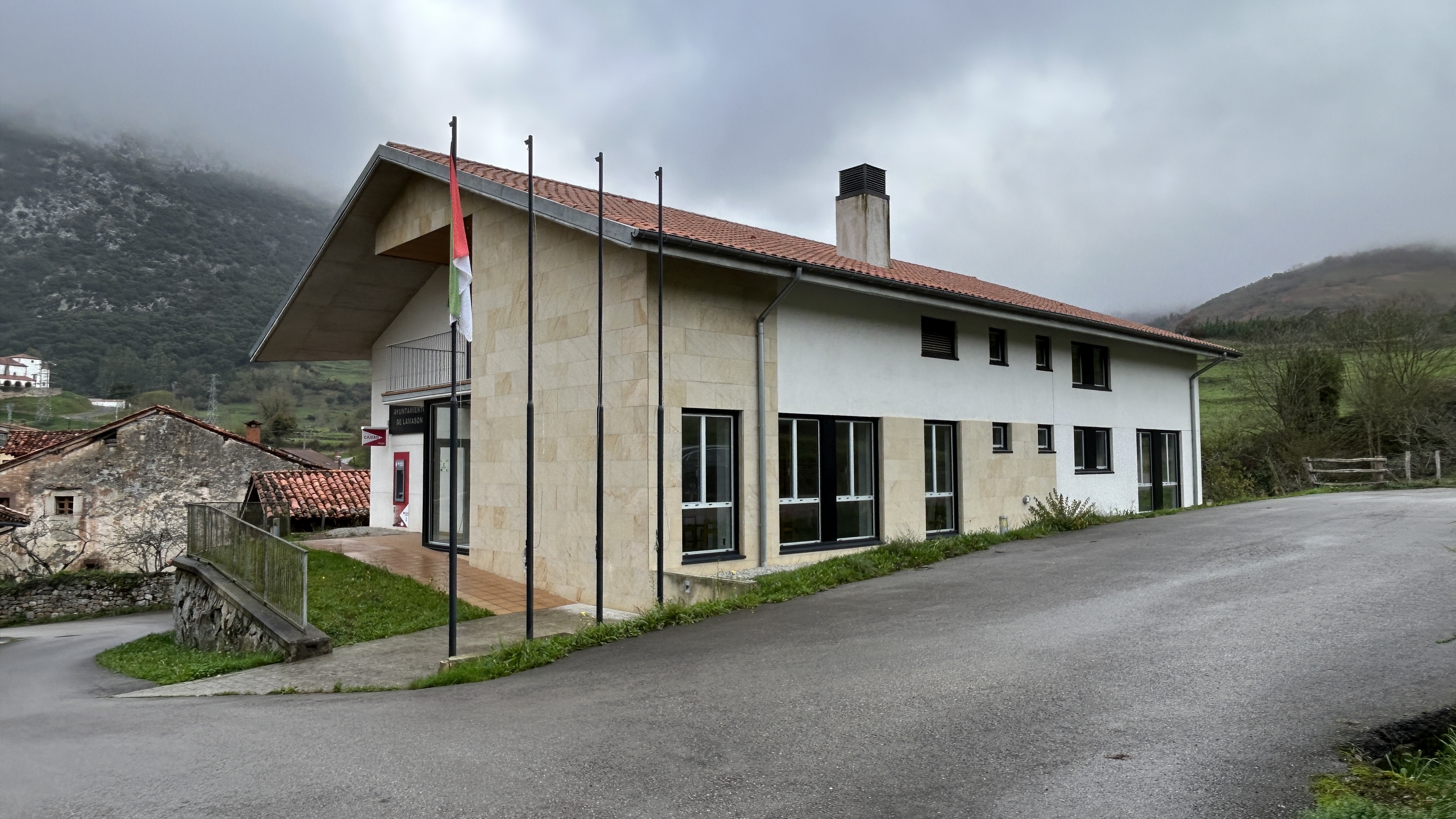
Ayuntamiento

Su extensión se divide en ocho localidades:
- Sobrelapeña: es la capital del municipio, su superficie alcanza los 10 kilómetros cuadrados y en la actualidad están censados 35 habitantes.
- Río: su superficie alcanza el kilómetro cuadrado y en la actualidad están censados 21 habitantes.
- Cires: su superficie alcanza los 2 kilómetros cuadrados y en la actualidad están censados 35 habitantes.
- Lafuente: su superficie alcanza los 3 kilómetros cuadrados y en la actualidad están censados 17 habitantes.
- Venta Fresnedo: su superficie alcanza los 4 kilómetros cuadrados y en la actualidad están censados 15 habitantes.
- Burió: su superficie alcanza los 4 kilómetros cuadrados y en la actualidad están censados 10 habitantes.
- Los Pumares: su superficie alcanza los 4 kilómetros cuadrados y en la actualidad están censados 36 habitantes.
- Quintanilla: es la localidad más grande de Lamasón, su superficie alcanza los 43 kilómetros cuadrados y en la actualidad están censados 79 habitantes.